# MG Maglificio (equipa ciclista)
A equipa ciclista Riso Scotti–MG Maglificio é uma antiga equipa Ciclista italiana que existiu de 1992 a 1998.

## Evolução do nome da equipa
- 1992-1993 : GB-MG Boys Maglificio-Bianchi
- 1994 : GB-MG Boys Maglificio-Technogym-Bianchi
- 1995-1997 : MG Boys Maglificio-Technogym

Final da equipa :
- 1998 : Fusão com a equipa Batik para resultar Riso Scotti-MG Maglificio

## Principais corredores
- Fabio Baldato
- Franco Ballerini
- Carlo Bomans
- Mario Cipollini
- Davide Rebellin
- Andreï Tchmil
- Dirk Demol
- Johan Museeuw
- Wilfried Peeters
- Gianni Bugno
- Michele Bartoli
- Pascal Richard
- Paolo Bettini
- Gilberto Simoni
- Matteo Tosatto
- Danilo Di Luca

## Principais vitórias
- 1992
  - Gante-Wevelgem
- 1993
  - Volta à Flandres
  - Paris-Tours
  - Gante-Wevelgem
- 1994
  - Amstel Gold Race
  - Volta à Suíça
  - Gante-Wevelgem
  - Tour de Romandie
- 1995
  - Leeds Internacional Classic
  - Grande Prêmio de Plouay
- 1996
  - Volta à Flandres
  - Liège-Bastogne-Liège
- 1997
  - Liège-Bastogne-Liège